# クレアーブリッジ
クレアーブリッジ（欧字名:Clare Bridge、1967年4月16日 - 不明）は、アメリカ合衆国生産の競走馬、繁殖牝馬。競走馬としては未勝利のまま引退したが、繁殖牝馬として日本に輸入された後、多くの活躍馬を出す牝系の祖となった。
牝系の主な直系子孫に、サクラチトセオー、サクラキャンドル、タイセイレジェンドがいる。

## 経歴
現役時代はアメリカで走り、15戦したものの結局勝利することなく引退。
引退後は繁殖牝馬として日本に輸出され、社台ファーム早来で繁殖生活を送った。産駒から重賞を勝つ馬は現れなかったが、ノーザンテーストとの配合で生産した5番仔のサクラクレアーが繁殖牝馬として優秀な成績を収めた。1994年にサクラクレアー産駒のサクラチトセオーが中山記念を制すると、翌1995年には同馬が天皇賞（秋）を勝利し一族初のGI制覇を達成。また同年には同じくサクラクレアー産駒のサクラキャンドルがエリザベス女王杯を制している。
クレアーブリッジは1989年5月に生産した11番仔クレアーナイトが最後の産駒となり、同年12月付で用途変更となった。
その後も牝系は発展を続けており、2012年には4番仔ダイナキャロルの子孫であるタイセイレジェンドがJBCスプリントを制している。

## 繁殖成績
|        | 生年   | 馬名               | 性 | 毛色   | 父                     | 馬主                   | 管理調教師       | 戦績            | 出典   |
| ------ | ------ | ------------------ | -- | ------ | ---------------------- | ---------------------- | ---------------- | --------------- | ------ |
| 初仔   | 1975年 | ニチドウエイブル   | 牡 |        | ボールドアンドエイブル | 福田秀康               | 佐藤勇           | 9戦0勝          | [ 4 ]  |
| 2番仔  | 1976年 | トサエーコー       | 牝 | 鹿毛   | ボールドアンドエイブル | 尾崎幸夫               | 佐藤勇           | 3戦0勝（繁殖）  | [ 5 ]  |
| 3番仔  | 1980年 | ダイナレイズ       | 牡 | 青鹿毛 | レイズアボーイ         | （有）社台レースホース | 美浦・加藤修甫   | 8戦1勝          | [ 6 ]  |
| 4番仔  | 1981年 | ダイナキャロル     | 牝 | 鹿毛   | ノーザンテースト       | （有）社台レースホース | 美浦・野平祐二   | 11戦1勝（繁殖） | [ 7 ]  |
| 5番仔  | 1982年 | サクラクレアー     | 牝 | 鹿毛   | ノーザンテースト       | （株）さくらコマース   | 美浦・境勝太郎   | 5戦2勝（繁殖）  | [ 8 ]  |
| 6番仔  | 1983年 | ダイナクレアー     | 牝 | 黒鹿毛 | ノーザンテースト       | （有）社台レースホース | 美浦・境勝太郎   | 17戦1勝（繁殖） | [ 9 ]  |
| 7番仔  | 1984年 | ダイナバルカロール | 牝 | 鹿毛   | ノーザンテースト       | （有）社台レースホース | 美浦・仲住芳雄   | 6戦1勝（繁殖）  | [ 10 ] |
| 8番仔  | 1986年 | ゲームフリーク     | 牡 | 黒鹿毛 | ブレイヴェストローマン | 吉田善哉               | 美浦・二本柳俊夫 | 4戦0勝          | [ 11 ] |
| 9番仔  | 1987年 | タマフル           | 牡 | 鹿毛   | ブレイヴェストローマン | 小玉知己               | 美浦・沢峰次     | 10戦2勝         | [ 12 ] |
| 10番仔 | 1988年 | ユメノカケハシ     | 牡 | 鹿毛   | パドスール             | （有）社台レースホース | 栗東・新川恵     | 14戦0勝         | [ 13 ] |
| 11番仔 | 1989年 | クレアーナイト     | 牡 | 鹿毛   | パドスール             | 平野武志               | 美浦・加藤修甫   | 35戦3勝         | [ 14 ] |

## 主なファミリーライン
- Stray Shot 1872 --- 13-c
  - Shotover 1879 ←---ショットオーヴァー牝系へ戻る
    - Ornis 1890
      - Ondulee 1889
        - Frizette 1905 ←---フリゼット牝系へ戻る
          - Princess Palatine 1919
            - Valkyr 1925
              - Vagrancy 1939 ←---ヴェイグランシー牝系へ戻る
                - Vulcania 1948
                  - Abeyance Lass 1955
                    - *クレアーブリッジ 1967 ---↓改行

---↓クレアーブリッジ牝系
牝系図の主要な部分（太字はG1級競走優勝馬）は以下の通り。*は日本に輸入された馬。
- *クレアーブリッジ 1967
  - ダイナキャロル 1981
    - ペッパーキャロル 1987
      - ペッパーキャロル 1993（荒尾サラブレッド大賞典）
      - シャープキック 1996
        - シャーペンエッジ 2006
          - ファルコンビーク 2017（川崎マイラーズ）
          - シャルフジン 2019（京浜盃、雲取賞、ブリーダーズゴールドジュニアカップ）

        - タイセイレジェンド 2007（JBCスプリント、東京盃、クラスターカップ）

  - サクラクレアー 1982
    - サクラヤマトオー 1988（ホープフルS、府中3歳SなどOP3勝）
    - サクラチトセオー 1990（天皇賞（秋）、中山記念、京王杯オータムH、AJCC）
    - サクラキャンドル 1992（エリザベス女王杯、府中牝馬S、クイーンS）
      - サクラフィースト 1998
        - グルームアイランド 2011（オグリキャップ記念、報知オールスターカップなど地方重賞6勝）

    - サクラプレステージ 1997
      - サクラプレジール 2010（フラワーカップ）

    - サクラメガ 1998
      - サクラメガワンダー 2003（ラジオたんぱ杯2歳S、鳴尾記念、金鯱賞）
      - サクラアンプルール 2011（札幌記念）

  - ダイナクレアー 1983
    - ユキノワルツ 1993
      - マツリダワルツ 2004（岩手ひまわり賞）
        - ロードクエスト 2013（スワンS、新潟2歳S、京王杯オータムH）

  - ダイナバルカロール 1984
    - パーティランド 1993
      - カガヤケラビット 2001
        - ケイティマーヤ 2013（加賀友禅賞）

    - プラネットワールド 1998
      - プラネットワールド 2004（建依別賞）

牝系図の出典：牝系検索α

## 血統表
| クレアーブリッジの血統       | クレアーブリッジの血統         | クレアーブリッジの血統         | （血統表の出典）               | （血統表の出典） |
| 父系                         | マームード系                   | マームード系                   | マームード系                   |                  |
| 父 Quadrangle 1961 鹿毛      | 父の父Cohoes 1954 鹿毛         | Mahmoud                        | Blenheim                       | Blenheim         |
| 父 Quadrangle 1961 鹿毛      | 父の父Cohoes 1954 鹿毛         | Mahmoud                        | Mah Mahal                      |                  |
| 父 Quadrangle 1961 鹿毛      | 父の父Cohoes 1954 鹿毛         | Belle of Troy                  | Blue Larkspur                  | Blue Larkspur    |
| 父 Quadrangle 1961 鹿毛      | 父の父Cohoes 1954 鹿毛         | Belle of Troy                  | La Troienne                    |                  |
| 父 Quadrangle 1961 鹿毛      | 父の母Tap Day 1947 鹿毛        | Bull Lea                       | Bull Dog                       | Bull Dog         |
| 父 Quadrangle 1961 鹿毛      | 父の母Tap Day 1947 鹿毛        | Bull Lea                       | Rose Leaves                    |                  |
| 父 Quadrangle 1961 鹿毛      | 父の母Tap Day 1947 鹿毛        | Scurry                         | Diavolo                        | Diavolo          |
| 父 Quadrangle 1961 鹿毛      | 父の母Tap Day 1947 鹿毛        | Scurry                         | Slapdash                       |                  |
| 母 Abeyance Lass 1955 黒鹿毛 | 母の父Ambiorix 1946 黒鹿毛     | Tourbillon                     | Ksar                           | Ksar             |
| 母 Abeyance Lass 1955 黒鹿毛 | 母の父Ambiorix 1946 黒鹿毛     | Tourbillon                     | Durban                         |                  |
| 母 Abeyance Lass 1955 黒鹿毛 | 母の父Ambiorix 1946 黒鹿毛     | Lavendula                      | Pharos                         | Pharos           |
| 母 Abeyance Lass 1955 黒鹿毛 | 母の父Ambiorix 1946 黒鹿毛     | Lavendula                      | Sweet Lavender                 |                  |
| 母 Abeyance Lass 1955 黒鹿毛 | 母の母Vulcania 1948 栗毛       | Some Chance                    | Chance Play                    | Chance Play      |
| 母 Abeyance Lass 1955 黒鹿毛 | 母の母Vulcania 1948 栗毛       | Some Chance                    | Some Pomp                      |                  |
| 母 Abeyance Lass 1955 黒鹿毛 | 母の母Vulcania 1948 栗毛       | Vagrancy                       | Sir Gallahad                   | Sir Gallahad     |
| 母 Abeyance Lass 1955 黒鹿毛 | 母の母Vulcania 1948 栗毛       | Vagrancy                       | Valkyr                         |                  |
| 母系(F-No.)                  | (FN:13-c)                      | (FN:13-c)                      | (FN:13-c)                      | [ § 2 ]          |
| 5代内の近親交配              | Teddy 5・5×5、Plucky Liege 5×5 | Teddy 5・5×5、Plucky Liege 5×5 | Teddy 5・5×5、Plucky Liege 5×5 | [ § 3 ]          |
| 出典                         | 1. 2. 3.                       | 1. 2. 3.                       | 1. 2. 3.                       | 1. 2. 3.         |

- 3代母Vagrancyは1942年CCAオークス優勝馬。
- 主な近親にファーディナンド、ナタシュカなど。